# Tanysiphon rivalis
Tanysiphon rivalis is een tweekleppigensoort uit de familie van de Mactridae. De wetenschappelijke naam van de soort is voor het eerst geldig gepubliceerd in 1858 door Benson.